# Первомайський (Каргапольський район)
Первома́йський (рос. Первомайский) — селище у складі Каргапольського району Курганської області, Росія. Входить до складу Сосновської сільської ради.
Населення — 35 осіб (2010, 70 у 2002).
Національний склад населення станом на 2002 рік: росіяни — 80 %.